# 人柱
人柱（ひとばしら）とは、人身御供の一種。大規模建造物（橋、堤防、城、港湾施設、など）が無事完成すること、又は災害（自然災害や人災）や敵襲によって破壊されないことを神に祈願する目的で、建造物やその近傍にこれと定めた人間を生かしたままで土中に埋めたり水中に沈めたりする風習を言い、狭義では古来日本で行われてきたものを指すが、広義では日本古来のそれと類似点の多い世界各地の風習をも同様にいう。

## 概要
この慣わしを行うことは「人柱を立てる」、同じく、行われることは「人柱が立つ」ということが多い。人柱になることは「人柱に立つ」、強いられてなる場合は「人柱に立たされる」ということが多い。
史実として確認できる事例はほとんど無いが、人柱の伝説は日本各地に残されており、中でも堤防工事など治水事業に際して人柱が立てられたという伝説は多い。城郭建築の時に人柱が埋められたという伝説が伝わる城もあり、城主を郷土の偉人として讃えるため、「人柱のような迷信を禁じ、別の手段で代行して建築を成功させた」という伝説が残っているものもある。
また、工事中に労働者が事故死した場合、慰霊と鎮魂の思いを籠めて「人柱」と呼ぶ場合もある。
この場合の「柱」とは、建造物の構造のそれだけではなく、神道（多神教）において神を数える際の助数詞「柱（はしら）」の延長線上にある語で、死者の霊魂を「人でありながら神に近しい存在」と考える、すなわち対象に宿るアニミズム的な魂など霊的な装置に見立ててのことである。こういった魂の入れられた建造物は、そうでない建造物に比べより強固に、例えるなら自然の地形のように長く礎の機能を果たすはずであると考えられていた。この神との同一視のため、古い人柱の伝説が残る地域には慰霊碑ないし社（やしろ）が設置され、何らかの形で祀る様式が一般的である。
上記の例とはややニュアンスが異なる人柱も存在し、かつてのタコ部屋労働に伴って不当労働や賃金の未払いから「どうせなら殺してしまえ」という理由で生き埋めにされた労働者も人柱と呼ばれることがある。
また、炭鉱火災が発生した際、坑内に残る鉱夫を救助することなく、かえって酸素の供給を絶つために坑口を封鎖したり注水する殺人行為を「人柱」と称することもある（北炭夕張新炭鉱ガス突出事故など）。小説などのフィクションにおいては、城の秘密通路を作成した作業員を秘密隠蔽のために全員殺害し、その死体を人柱に見立てるといった例もある。

## 歴史
呪術的な意味での人柱の伝説は古代から近世までの長い期間に渡り見ることができる。
古くは8世紀に成立した『日本書紀』に、堤防を築いた際に人身御供を捧げたという記述があるが、そこに「人柱」という言葉は見られない。
鎌倉時代に成立した『平家物語』が「人柱」という言葉の文献上の初出と考えられ、17世紀に発行された『日葡辞書』にも「人柱」の記述が見られることから、戦国時代頃には人柱は広く一般的な概念になっていたことが窺えるが、江戸時代の寛文・延宝頃をピークにして人柱伝説は減少して行くという。
また、はっきりとは分からないが、明治時代以前には既に人柱の風習は無くなったと考えられるという。

## 人柱伝説の考察
南方熊楠は著書『南方閑話』の中の「人柱の話」にて、日本を含めた世界で数多に存在する人柱伝説について紹介している。書かれている人柱の呪術的意図に関しては、62頁の「ボムベイのワダラ池に水が溜らなんだ時、村長の娘を牲にして水が溜まった」とあるように人柱により何らかの恩恵を求めたものや、64頁の「史記の滑稽列伝に見えた魏の文侯の時、鄴の巫が好女を撰んで河伯の妻として水に沈め洪水の予防とした事」、68頁の「物をいうまい物ゆた故に、父は長柄の人柱 ― 初めて此の橋を架けた時、水神のために人柱を入れねばならぬと関を垂水村に構えて人を補えんとする」、68頁の「王ブーシーリスの世に9年の飢饉があり、キプルス人のフラシウスが毎年外国生まれの者一人を牲にしたらよいと勧めた」とあるように人柱によって災難を予防、もしくは現在起こっている災難の沈静化を図ったもの、69頁の「大洲城を龜の城と呼んだのは後世で、古くは此地の城と唱えた。最初築いた時下手の高石垣が幾度も崩れて成らず、領内の美女一人を抽籤で人柱に立てるに決し、オヒヂと名づくる娘が当って生埋され、其れより崩るる事無し」、71頁の「雲州松江城を堀尾氏が築く時成功せず、毎晩その邊（辺）を美聲で唄い通る娘を人柱にした」、87頁の「セルヴイアでは都市を建てるのに人又は人の影を壁に築き込むに非ざれば成功せず。影を築き込まれた人は必ず速やかに死すと信じた」とあるように人柱によって建築物を霊的な加護によって堅牢にする意図があったことが明らかとなっている。
なお、南方熊楠は『南方閑話』の92頁において座敷童子は人柱となった子供の霊であると書いている。そのほか、罪人が人柱となる話や、82頁にあるようにある特殊な境遇の人間の血を建物の土台に注いだら建物が崩れにくくなるといった人柱同様の迷信が存在していたことも語っている。
もっとも興味深いのは、人柱の呪術的意図が変化することを語っている点である。78頁の「晝間仕上げた工事を毎夜土地の神が壊すを防ぐとて弟子一人（オラン尊者）を生埋した。さらば欧州がキリスト教と化した後も人柱は依然行なわれたので、此教は一神を奉ずるから地神抔は薩張り（さっぱり）もてなくなり、人を牲に供えて地神を慰めるという考えは追々人柱で土地の占領を確定し建築を堅固にして崩れ動かざらしむるという信念に変わった」
上記のようにその時々により、人柱の意味合いも変化していくことがわかる。
布施千造は、1902年（明治35年）5月20日に発行された東京人類学会雑誌第194号にて、「人柱の名称」「人柱の方法」「人柱の材料」「人柱の起源」「人柱の行われし範囲」「人柱と宗教の関係」について書いている。
人柱の方法については、種類があって一様でないが、橋、堰、塔などの工事の際に行われた点は共通しているとしている。また自働的なものに「名誉を遺さんとして人柱を希望するもの」「他人の為、水利を計らんとして身を沈むる者」とあり、他働的なものに「突然拿捕せられて強制を以って人柱とせらるる者」「止を得ず涙を呑んで埋めらるるもの」とある。
人柱とされる人物について諸国の実例を見ると、性別は男女問わずあり、年齢については老年の者が多く、若者は少ないという。自ら志願した場合は別として、「国家有用の人物」「富者」等は人柱とされることはなく、貧者(特に老人)や、行者、巫女など宗教と関係がある者が多いとしている。
人柱の起源について探ることは大変困難であるが、寺島良安は茨田堤の例を人柱の始めとしているという。その終期についても資料がなくはっきりと分からないが、明治時代以前には既に人柱の風習は無くなったと考えられるとしている。
また、人柱が行われた範囲については、地域の限定はなく日本全国で見られるという。
柳田國男は人柱について、日本では近世の初め頃まで、民衆に事実として信じられやすかった伝説であり、他国では人柱に該当する言葉は聞いたことがないが、日本のものと似た言い伝えはあるとしている。
柳田によると、日本各地に共通の型の人柱伝説が伝わっていて、そこにはかなり顕著な共通性が見られ、最も有名な類型としては、誰を人柱にするか相談している時に、提案した本人が丁度その条件に該当していて人柱にされたという、長柄橋の伝説のような「袴の横継ぎの話」の類型で、これは東北地方から九州地方まで広く分布しているという。
また柳田は、人柱の伝説が事実かどうかは別として、「水の神の祭祀に参与していた巫女」が、それに関して犠牲になった祖先がいた事を語り歩いたことも、治水に関する人柱伝説の流布に影響した可能性を指摘している。
高木敏雄は『日本神話伝説の研究』で、人柱は架橋や築堤の土木工事において「神の意に背いて強いて神の領分を侵すような大工事に際してのみ」立てられ、「埋められた人間の霊魂の作用で工事が堅固になるという思想」に基づいて行われたもので、「この風習は必ずあったに相違あるまい」としている。
しかし、伝説で語られる人柱はその方法が一定していないなど「民間伝説の人柱に関する概念は、頗る明瞭を欠いている」という。
さらに、各地の堤防や橋に伝わっている多くの人柱伝説では、あまりにも人柱の効能があり過ぎて不自然であり「一から十まで純粋の空想的産物である」としている。
また、袴の模様によって選ばれ人柱にされたものを「袴籤モーチーフ」、最初に通り掛かった者が人柱にされたものを「通掛モーチーフ」と分類している。
石上堅は『日本民俗語大辞典』の「人柱」の項目で、人柱とは「崩壊を繰り返さぬように、堤・橋・城などの工事に、その基礎に人を生きながら埋めること」とし、子連れの者が人柱に選ばれるのは「水神を祀る巫女が母子神信仰に関係があった」からであり、諸国を流浪した「下級神人・盲僧・六部・比丘尼などが、橋・峠など国境にあたる場所で行った供養が源」としている。
笹本正治によると、人柱は、堤防建設、新田開発、架橋、築城など、自然の状態を人間が改変する際に行われたもので、そのほとんどが水に関わる工事であり「水を人間の管理下に置くための難しい土木工事に際して」人柱を捧げるという観念が強かったという。笹本による人柱伝説の集計では、堤防の人柱は計130事例（川の堤防43事例、井堰の堤防37事例、池・沼の堤防33事例、海の堤防・防波堤4事例、不明13事例)、新田開発と干拓の人柱20事例、橋の人柱26事例、築城の人柱13事例としている。
また、伝説に見られる人柱のイメージは中世中期頃に広まったものであり、『日葡辞書』にも人柱の記述が見られることから、戦国時代には人柱は広く一般的な概念になっていたと考えられる。
しかし、江戸時代に入り 寛文・延宝頃をピークにして人柱伝説は減少して行くが、これは、近世の人々の意識変化や土木技術の発展により、人柱のような呪術的なものに頼るという発想が薄らいでいったことによるという。
六車由実によると、人柱という言葉が使用されるようになった中世以降の伝説においては､人身御供が捧げられる側の神の存在感は希薄になる一方で、人柱となった人間を神として祀るという意識が強くなっていくという。
また、人柱がその効力を発揮するためには、人柱となる者の性質やその方法等が重要であると共に､人柱となった人間を神として祀り続けることが必要だったのではないかとし、「自分たちの利益のために人を犠牲にした(殺した)という負の感情を正の論理へと転換」して後ろめたさから解放されることによって人柱は完結する、と述べている。
最近の研究では、特に城郭建築の人柱においては否定的な見解が多く、井上宗和は、「城郭建築時の人柱伝説が立証されたケースは全くない。人柱に変えてなんらかの物を埋めたものが発見されることは存在する」と述べており、興味本位の出版物を除くと、城郭の人柱については全否定されている。（井上「日本の城の謎」祥伝社文庫）
小和田哲男は、城郭に関する伝説のうち最も多いと思われるのが人柱伝説で、それらは、契機については築城途中に工事が難航したことから人柱を立てる事になったパターンと築城の最初から工事の無事を祈って人柱を立てたパターン、人選については自ら志願して人柱になったパターンと城主などにより拉致されて無理矢理人柱にされたパターンなどに大別され、特に、盆踊りの際にさらわれた美少女が人柱にされ、その後、天守が揺れるなどの怪異が起こるという類型の伝説は全国に分布しているとしている。
しかし、全国で多くの城郭が発掘されていながら、人柱だと断定できるものはないとしており、築城工事が難航した際に人々が抱いた恐れの気持ちに基づく「神と自然の心を和らげるため、祭祀を重んじ、生贄を捧げる」という考えや、そういった民衆の通念を築城者側が利用したことが人柱伝説を生み出していったのではないかと述べている。
また、熊本城や岩倉城、一乗谷朝倉氏遺跡など、全国の城館跡からは呪術的な意味で埋められたと思われる人形（ひとがた）が多く出土しており、これらは生きた人間による人柱の代わりとして埋められたことが考えられ、その人形等を埋めたという話が人柱伝説の元となった可能性もあるとしている。
また、北海道常紋トンネルの人柱のように、タコ部屋労働で苦役の末に死亡した作業員を埋めたものについては、北海道開拓の苦労を偲ぶ目的で研究が多く行われている。

## 人柱伝説の一覧
各地に見られる人柱伝説の事例をここに列挙する。なお、前述のとおり城郭建築については、人柱の代用品を埋めているケースが多いので、それもここに含める。人柱が立ったと考えられる当時を基準に古い事例から順に記載するが、工期が数年にわたる場合、どの年に人柱が立ったかを特定することは難しいのが普通であり、また、何時代といったおおまかな時期さえ特定できない場合もある。
難工事が予想される物件で着工前から予定されている人柱（例：茨田堤）もあれば、万事順調に推移したとしても霊的加護を期待して実施される人柱もあったと考えられる。人の身で果たせる努力を尽くしてなお叶わなかった末の神（人間の所業を不首尾に終わらせようとして現に力を発揮している荒魂）をなだめるための人柱（例：松江城の人柱にされた娘）もあった。信仰心のあり様が大きく変容した近代化以降の場合は、現代的感覚でもって「迷信」と断じる近世以前の純粋で残酷な人柱とは異質な、信仰とは乖離した面の多い打算的あるいは謀略的な犯罪色の強い人柱が起こり得る土壌があった（もしくは、ある）と言える。常紋トンネルの人柱伝説や同種の伝説をモチーフとした創作物はこの類いである。

### 物証のある人柱
考古遺物を始めとする科学的物証が、部分的にではあっても存在する人柱伝説。伝説と物証がある人柱。語り継がれている事柄が全面的に証明されたわけではないが、人柱が立ったことや立った場所などを史実と認めることができる事例である。
- 猿供養寺村の人柱

鎌倉時代のこと、越後国頸城郡の猿供養寺村（現・新潟県上越市板倉区猿供養寺）を訪れた遊行僧が、地すべり被害の絶えなかった土地の人々のため、自ら人柱となって災禍を止めた。この話は長らく伝説とされていたが、1937年（昭和12年）3月10日、地元・正浄寺裏の客土中から大甕に入った推定年齢40歳前後の男性人骨（脚が太く腕は細いことから旅人であり肉体労働者ではなかったと思われる）が座禅の姿勢で発見され、史実であることが確認された。新潟県上越市板倉区猿供養寺には「人柱供養堂」がある。
- 常紋トンネルの人柱

1914年（大正3年）、難工事の末に開通した常紋トンネルは、1968年（昭和43年）の十勝沖地震で壁面が損傷したが、1970年（昭和45年）に改修工事が行われた際、立ったままの姿勢の人骨が壁から発見され、出入口付近からも大量の人骨が発見された。撲殺されたタコ労働者（略称：タコ）の遺体が埋められたことについて、当時のタコやその他関係者たちの証言もあったが、特殊な状況を示す遺骨群の発見によって、かねてより流布されてきた怖ろしげな噂のうち人柱の件は事実であったことが証明された。

### 出土物から推定される人柱
人柱の伝説は伝わっていないが、発掘の状況から人柱である可能性が推定される事例。
- 池尻城

明治時代、岐阜県大垣市の池尻城跡で堤防工事の際に、武士と思われる死体と刀が入った木製の棺桶が発見された。発見場所は二の丸裏鬼門と考えられる場所で、死体は水中にあったため死蝋化していた。棺の蓋には直径約5cmの穴が空けられており、即身仏のように、竹を通気筒として差し出して土中で鉦を鳴らしながら人柱となっていった可能性が指摘された。
- 江戸城伏見櫓の人柱

1923年（大正12年）に発生した関東大震災で江戸城伏見櫓の土手が崩壊し、その修復工事中の1925年(大正14年)6月、16体の人骨と土器等が発見され、人柱発見かと報道された。かつての江戸城伏見櫓（現在の皇居伏見櫓）は、徳川家康が伏見城の櫓を解体して移築したものと伝えられているが、伝説を信じれば、1603年 - 1614年の慶長期築城の時、伏見城の櫓を移築した後で人柱を埋めたことになる。
人骨はまず6月11日に一丈二尺(約3,6m)の深さから2体が発見され、続いて15日にも2体を発見、いずれも立った状態で頭から足まで全身が揃っており、頭や肩の上に古銭が一枚ずつ載せられていた。更に24日までの間に次々と人骨が発見され、これらは立っていたり横臥していたりと姿勢はまちまちであったが、いずれも開元通宝や永楽通宝などの古銭が載せられており、灯油皿と思われる土器なども出土し、6月中に合計16体の人骨が発見された。人骨の発見が報道されると、人柱ではないかと話題になり、当時の宮内省では帝国大学の学者らに考証を依頼した。16体の人骨は増上寺で供養されることとなり、丁重に桐箱に収められて宮内省の車で増上寺に運ばれて法要が行われた。更に、7月24日になって1体、25日には4体の人骨が発見され、そのうち1体には髷が残っていた。江戸城伏見櫓では最終的に21体の人骨が発見されるに至った。ある宮内省職員は「人骨は男女不明ながら20歳から30歳くらいで、発見されたうちの8体の人骨は西に面したお堀の石垣に近い、二重櫓の大柱の下に一間から二間の間隔をおいて整列し、両手を上方に上げて土砂を支えるような格好に見えるので、埋葬したものではなく生き埋めにされたと想像され、城内でも重要な場所ということから考えても人柱ではないかと思われる」との内容を語ったという。
宮内省から依頼を受け調査を行った東京帝国大学教授・黒板勝美は、発見された人骨の埋葬方法が粗末であり、状態は乱脈で、数も多過ぎることから「人柱とは考えられない」と新聞発表した。東京朝日新聞(大正14年6月30日付朝刊)では「発掘された白骨は16体 黒板博士宮城前を調査、人柱ではないと語る」「築城時の死亡者を葬ったものか」との見出しで調査結果を報じており、同記事によると、黒板博士は6月29日に現地へ赴き、2時間に亘って調査を行った。発掘された場所は斜面上に盛り土がされていて、二尺(60cm)から四尺五寸(135cm)くらいの深さであったという。調査の結果黒板博士は、報道されている状況とは異なり、人骨は立った状態ではなく、全て横になっており、状態は乱雑で、数が多すぎ、埋葬方法が粗末であるため人柱とは考えられない、築城以前に墓地があったとも考えられるが、墓地であればその形跡があるはずであり、築城中の事故で死んだ者を集めて埋葬したものではないかと思われ、人柱の故事に因んで櫓の下に埋めたとも考えられ、他にもまだ埋められている可能性がある、との内容を語った。その後、中央史壇などで供犠の話題で特集が組まれ、喜田貞吉は黒板の発言の矛盾を指摘し批判するとともに、人柱の文化的な意味について考察を広げようとしていた。喜田博士は、現地を見ておらずあくまで「新聞を見て感じた限り」とした上で、墓地であったならば木棺や甕も同時に発見されるはずであり、その上にそのまま建物を建てたとは考えられない、不浄として忌避されていた死体を神聖な建築物の下に埋めることは「あるまじき事」とし、「やはり所謂『人柱』の意味で埋められたものと解する」としている。柳田國男は、発見場所が皇居に接していたために十分な調査が行われなかった、としている。
江戸城研究家たちの間では、人柱とするには余りにも粗末に扱われていることや、伏見櫓を解体修理した結果伏見城からの移築物ではないことが明らかであることが分かっているため、人柱説には否定的である。『落穂集』などの史料には、徳川氏による慶長期築城以前には、城域内に複数の寺院があり、慶長期築城の時に全て移転させられたことが明確なため、発見された人骨は慶長期築城以前に城内にあった寺院の墓地の人骨であろうとされている（鈴木理生・黒田涼・井上宗和らの説）。井上宗和は人柱ではない場合の仮説として、工事の秘密を守るために殺された工夫が埋められた、建設中に事故死した者をその場に葬った、太田氏の時代にあった寺の墓地の人骨、江戸氏の時代に戦死者を埋葬したもの、などが考えられると述べている。
1934年（昭和9年）には坂下門近くでも5人の人骨と古銭が発見されている。
- 日出城の人柱

1960年(昭和35年)、大分県速見郡日出町所在の日出城址では、城の裏鬼門に当たる最南端部の石垣の下から人骨が入った木棺や武具の一部が発見され、調査の結果1601年(慶長6年)からの築城の際に立てられた人柱ではないかと推定され、木棺の出土地には「人柱祠」が建てられた。
また、2023年(令和5年)9月25日に日出町歴史資料館の平井義人館長が日出町中央公民館で行った講演で、同館に寄託された資料を精査した結果、日出城で発見された人骨は人柱である可能性が高くなったと述べた事を毎日新聞が報じた。
同記事によると、1960年(昭和35年)に日出城付近での海岸遊歩道の工事中、木棺の中から老武士と思われる人骨等が発見され、大分大学等の調査により築城時に入れられた人柱ではないかと推定されたが、出土物は全て処分され、報告書等も残されなかったという。
平井館長によると、2022年(令和4年)に日出町歴史資料館へ寄託された、当時の大分県立日出高等学校社会科部が日出城周辺の歴史を記した資料の中に、発見された木棺の見取り図等の資料があることが分かったという。同資料によると、城の石垣の底部に石室状の空間が作られており、蓋状に置かれた大石の上には錆びた兜があった。石室の中には、直径86cm、高さ98cmの円筒形の木製の桶が底を上にした状態で置かれており、その内部から人骨が発見された。発見時、頭部には髷を結った白い頭髪が残されていたが、直後に崩壊した。また人骨の側から陶器製の翁像が発見された。平井館長は「武士が生きたまま桶をかぶせられ、埋められたことがはっきりした」と述べている。
- 浦添城

1983年(昭和58年)、沖縄県浦添市の浦添城址において城壁裏の地中から20歳くらいの女性と推測される人骨が発見された。人骨は敷き詰められた石灰岩礫の上に、顔を横向きにし両腕と両脚が不自然に折り曲げられて胴体に密着した形の屈葬という、異様な埋葬法から人柱である可能性が指摘された。

### 伝説の域にある人柱

#### 治水に伴うもの
- 茨田堤と強頸・衫子

『日本書紀』「巻第十一の十 仁徳天皇（仁徳天皇11年10月の条）」の伝えるところによれば、暴れ川であった淀川の治水対策として当時は広大な低湿地であった茨田(まんた、まんだ。のちの河内国茨田郡［まんたのこおり］、現在の大阪府守口市・門真市の全域、寝屋川市・枚方市・大東市・大阪市鶴見区の一部に及ぶ範囲）に茨田堤を築いて淀川の奔流を押さえ、次に難波堀江を開削して流水を茅渟の海（ちぬのうみ。現在の大阪湾）に落とす工事にかかったが、茨田地域にどうにもならない絶間（たえま。断間とも記す。決壊しやすい場所）が2箇所あって万策尽きてしまった。そのような最中のとある夜、天皇は夢枕に立った神から「武蔵国の人・強頸（こわくび、无邪志国造#子孫参照）と河内国の人・茨田連衫子（まんたのむらじ ころもこ）の2名を人身御供として川神に捧げて祀れば必ずや成就する」とのお告げを得、かくしてただちに2名は捕らえられ、衫子はヒョウタンを用いた策で難を逃れたが、強頸は泣き悲しみながら人柱として水に沈められたため、堤は完成を見たという。江戸時代の『摂津名所図会』によれば、強頸が人柱にされた「強頸絶間」の跡は絶間池（非現存。大阪市旭区千林）として残っていた。現在は千林2丁目の民家に「強頸絶間之址」の碑が建っている。
- 入ヶ池(にゅうがいけ)

714年(和銅7年)、藤原光太衛が夢のお告げに従い、堤を築く工事中に通りかかった女性を捕らえて人柱としたとの伝説。兵庫県稲美町に現存する溜池の1つで、人柱にされた女性「お入(にゅう)」の名を池名に残しており、21世紀に入っても毎年4月12日に彼女の法要が執り行われている。この伝説は現存していない古文書『入之池由来記』に記されていたといい、兵庫県加古郡稲美町の川上真楽寺では、お入の命日とされる5月12日に毎年法要が営まれている。なお付近の加古川市には、たびたび決壊するため人柱を立てることにしたものの、代わりにネコを8匹、溜池の堤に埋めたと言われる、猫池もある。
- 母也明神と巫女塚

大同年間、陸奥国遠野において、ある巫女が嫌っていた婿を生贄にしてしまおうと企み、ある場所を白馬に乗って通った者を人柱にすべしと人々に告げたうえで、婿が白馬に乗ってその場所を通るように仕向けたところ、一緒に乗っていた娘まで人柱にされてしまい、悲しんだ巫女も後を追って入水したという伝説があり、岩手県遠野市松崎町には娘夫婦と巫女を祀った「巫女塚(いたこづか)」と「母也明神(ボナリミョウジン)」がある。
- 大井手堰 : 1135年(保延元年)、豊後国山国川で母子が堰の人柱になったという伝説。鶴女市太郎伝説参照。
- 大輪田泊と松王丸

平安時代末期、平清盛の治世下にあって日宋貿易の拠点港とすべく大輪田泊の建造が急がれていた頃、工事にあたって旅人を含む30名もの罪無き人々が人柱にされようとするのを清盛の侍童（さぶらいわらわ、じどう）であった松王丸（まつおうまる）が中止させたという伝説がある。しかし異説によると、松王丸が入水して人柱になったことで工事は成し遂げられたのだという。また、経文を記した礎（いしずえ）を人柱の代わりとして海に沈めたことが分かっており、そういった石は考古遺物としても確かめられている。このようにして造られた人工島は「経が島」と呼ばれるようになった。清盛は松王丸の菩提を弔うために来迎寺 (神戸市)を建て、境内には「松王小児入海之碑」が残る。
- 比夜叉池(三島池)

鎌倉時代初め頃、近江国坂田郡大原村。領主の乳母「比夜叉御前」が池の人柱になったとの伝説。三島池#伝説参照。
- 稚児ヶ池

南北朝時代から室町時代頃、日向国で溜池を作る際の堤防工事が難航、神託により人柱を立てる事となり、14歳の少年「法元長千代丸」が自ら志願して人柱になったところ、無事完成したとの伝説があり、この伝説にちなんで「稚児ヶ池」と呼ばれるようになったという 。宮崎県西都市右松の稚児ヶ池近くには、長千代丸を祀った祠と「長千代丸顕徳碑」が建てられている。
- 庄内川の十五の森 :1494年（明応3年）尾張国。15歳の少女が人柱になったという伝説。当該項目を参照のこと。
- 美吉の猿土手

安土桃山時代、現在の鳥取県米子市にある美吉では加茂川の土手が度々決壊して困っていたが、米子城で人柱を立てたところ石垣が崩れなくなったとの話を参考に人柱を立てることにした。翌朝一番に通りかかった者を人柱にすることに決まり、翌朝最初に通りかかった猿回しの男を猿とともに土手に埋めて人柱としたので、猿土手と言われるようになったとの伝説があり、付近には猿土手橋が架かっている。
- 京橋川

慶長年間、福島正則が神田川(現・京橋川)の洪水を鎮めるため、人柱のかわりに川岸に8本の名剣を埋めたといわれる。現在の広島県の京橋川に架かる牛田大橋下流側にはこれを称えてつくられた八剣神社がある。
- おゆわ淵

慶長年間、巴波川の堤防工事に際して「おゆわ」という娘が人柱となって生き埋めにされたとの伝説。栃木県藤岡町に「おゆわ稲荷」が残る。
- 芋川用水

一説に1603年(慶長8年)頃、信濃国。用水工事責任者の妻が人柱に立ったとの伝説。「芋川用水#取り入れ口」を参照のこと。
- 備前道丁(びぜんどて)

江戸時代初期頃、駿河国富士郡加島村で富士川の堤防が決壊しそうになった際、領主の命令で人柱を立てることになり、家臣の中から籤で選ばれた家老が人柱となることが決まった。家老が箱の中に入り埋められようとした時、通り掛かった行脚僧が身代わりになる事を申し出、土中で鉦を鳴らして祈願するので、鉦の音が絶えたら墓を建てて供養する事を願って生き埋めになった。150日後に鉦の音は絶えたが、以後堤防は決壊しなくなり、僧の生まれが備前国であったことから「備前様」といって祀られた。
- 若狭土手(相模土手)

1606年(慶長11年)、白石宗直が北上川の治水工事を行ない相模土手を築き、続いて1611年(慶長16年)、白石宗貞がこれを改修し若狭土手を築いた。工事の際、度々堤防が決壊したため、弁当を運んで来た「お鶴」という女性を人柱としたところ、以後決壊しなくなったという。宮城県登米市中田町にはお鶴を祀った「お鶴明神」の祠があり旧暦3月15日には祭礼が行われている。また、付近に「お鶴の涙の池」があったが、明治時代に埋没したという。
- 御囲堤

1608年(慶長13年)からの御囲堤建設の際、小信川を締め切る堤防の工事で「与三兵衛」が自ら志願して人柱となったところ、無事に完工したと伝わる。愛知県一宮市起堤町の金比羅神社内に与三兵衛を祀った「人柱観音」が建てられている。
- 藤崎堰

1609年(慶長14年)、陸奥国津軽で浅瀬石川の堰工事の際、堰八安高が自ら願い出て人柱となったとの伝承。青森県南津軽郡藤崎町には安高を祀った堰神社がある。
- 中山池

1630年(寛永7年)、伊予国の成妙村で農業用の溜池を作った際、庄屋の太宰遊淵が人柱となったとの伝承がある。池のほとりには「太宰遊淵の墓」が残り、宇和島市指定史跡となっている。
- 浅間堤

1633年(寛永10年)、伊勢国度会郡において、宮川の堤が度々決壊して困っていた住民が人柱を立てなければならないと話し合うのを聞いた松井孫右衛門が自ら申し出て人柱となったとの伝説がある。(この時に袴の継当てにより人選されたとの話も伝わっているが、それは長柄橋の人柱伝説の影響によるものと思われる。)孫右衛門は人柱になるため、地上まで竹筒を通した棺に入って土中に埋められたが、当初聞こえていた鐘の音も3日目には聞こえなくなったという。人々は供養のため石像を立て、三重県伊勢市中島には孫右衛門を祀った社と山口誓子の句碑があり、現在でも松井孫右衛門顕彰会によって、その命日とされる8月25日に祭典が行われている。
- 一ノ谷池

1639年（寛永16年）、讃岐国で溜池の堤防工事に際して人柱が立てられたとの伝説があり、香川県観音寺市原町の一ノ谷池親水公園には人柱の霊を祀った「池の宮神社(西嶋明神)」がある。
- 服部大池 ：1645年（正保2年）に完成。広島県福山市にあるため池。堤建設の際に埋められた「お糸の人柱伝説」。
- 栃の木堰

承応年間、出羽国置賜地方の長井で、水田開発に伴う堰工事の際、事業の発起人の手塚源右衛門の下女「おせき」が進んで人柱となったとの伝説。山形県長井市には「おせき供養塔」が建てられている。
- 鬼怒川

1656年(明暦2年)、常陸国、大雨で鬼怒川が氾濫しそうになった際、水勢を鎮めるため人柱を立てることとなった。工事現場に食事を運んできた巡礼の孤児「お伽羅(きゃら)」が選ばれ、無理矢理水中に投げ込まれたとも、自ら進んで人柱になったとも伝わる。その後、供養のため供養塔が建てられ、茨城県常総市の安楽寺境内には「お伽羅の供養塔」がある。
- 吉田新田

1659-1667年（万治2年-寛文7年）間の伝説。埋め立て工事に際して自ら申し出て人柱となった「お三（女子名）の人柱伝説」が有り、鎮守の日枝神社は「お三の宮」と呼ばれる。
- 竜ヶ池 ：1665年（寛文5年）。現在の三重県鈴鹿市にある池。人柱にされた娘「お竜」の名を池名に残す。
- 摺上川の西念塚

1668年(寛文8年)、陸奥国伊達地方において、摺上川の氾濫に苦しんでいた村人を救うため、自ら生き埋めとなって洪水を鎮めた西念法師の人柱伝説があり、福島県伊達市伊達地域川原町には西念法師を供養した「西念塚」がある。
- 富士川の雁堤 ：1674年（延宝2年）、駿河国。偶然通りかかった老僧が人柱に立ったとの伝説。雁堤#人柱伝説参照のこと。
- 岩脇の水神さん

1674年(延宝2年)阿波国で、那賀川の大井手堰を築く際に工事が難航したため、藩命により工事に当たっていた庄屋の佐藤良左衛門が娘を人柱とすることにした。娘を箱に入れて水に沈めようとしたが、藩主の使者により止められ、代わりに観音像と梵字を書いた石を沈めたという伝承。徳島県阿南市羽ノ浦町岩脇姥ケ原には堰の守り神として水神を祀った水神社がある。
- 室津港

1679年(延宝7年)、土佐国の室津港の改修工事の際、奉行の一木政利が一身を海神に捧げることを約して竣工を祈願し、工事が終わると入水して人柱となったという。高知県室戸市には政利を祀った一木神社がある。
- 長崎堤防の袈裟姫伝説

1679年(延宝7年)から薩摩国高江で川内川に堤防を築いた際、難工事が続いていたところ、普請奉行の小野仙右衛門が「横ハギの着物を着た娘を人柱を立てれば工事が成功する」という夢を見、同じ夢を見た仙右衛門の娘が自ら川に身を投げて人柱となったところ無事完成したとの伝説がある。
- 千貫石ため池(千貫石堤)

1682-1691年（天和2年-元禄4年）間の伝説。岩手県金ケ崎町にあるため池。千貫で買われた「お石」という19歳の娘が牛と共に生き埋めにされ人柱となったという伝承があり、普請奉行の家ではお石の祟りが続いたという。1976年(昭和51年)、お石の霊を慰めるため、岩手県金ケ崎町に「おいし観音」が建てられた。
- 吉原大池

元禄年間、讃岐国で溜池の堤防修復工事の際、朝一番に通りかかった者を人柱にすることになったが、発案者で工事を主導する庄屋の片山権左衛門の乳母が来て人柱にされてしまったという伝説があることから、別名「乳母ヶ池」とも呼ばれる。香川県善通寺市の七仏寺はこの伝説にちなみ「乳薬師」とも呼ばれている。
- 矢島のお仙地蔵

元禄年間、越後国矢島で西川 (越後平野)の堤防が決壊し、修復工事が難航した際、若く美しい娘を人柱にせよとの神託があり、「お仙」という娘が自ら進んで人柱となったところ無事完工したとの伝承がある。村人は欅の大樹の下に地蔵を立ててお仙を供養し、新潟市西蒲区には「お仙地蔵」が残る。
- 沖新田の堤防

1692年(元禄5年)、岡山の沖新田の堤防工事の際、最後の潮止め工事が困難を極めた。このため「きた」という若い女性が人柱として、龍神に捧げられたという伝説があり 、沖田神社にある五輪塔と祠は人柱となった女性を祀ったものではないかという説もある。
- 百太郎溝

1710年(宝永7年）に完成した、現在の熊本県球磨郡多良木町、あさぎり町、錦町に所在する全長19キロの灌漑用用水路で、人柱になった人の名前に因む。慰霊碑の写真がある。
伝説によれば、昔、この地方を流れる川の氾濫で、田畑が流される災害がたびたび起こり村人が困っていた。ある時、「裾に二本の線がはいった着物を着た人物を人柱に立てよ」という神のお告げがあった。その着物を着た人物、百太郎に白羽の矢が立った。轟音とともに、橋の柱にくくりつけられた百太郎の声が、一晩中、村に響き渡ったという。それからは、水害はぴたりとやんだ。
- 井出の神

1713年（正徳3年）、肥前国で内野の堰が大雨で決壊し、その修復工事に際して「新吾左衛門」という農民が夢のお告げにより自ら願い出て人柱になったとの伝説があり、佐賀市富士町にある西光寺の過去帳には「内野新吾左衛門事内野堰ニ人柱ニ立セシニ依リ井出神ト崇メ」との記載がある。佐賀市富士町大字内野には新吾左衛門を供養した石祠「井出の神」が残る。
- 前野のおさき地蔵

享保年間、越後国で西川の前野の堤が決壊し、修復工事が難航した際、村人の恩を受けた「おさき」という娘が進んで人柱に立ったところ、無事完工したとの伝承がある。村人はおさきの供養のため地蔵を建て、新潟市西区中野小屋には「おさき地蔵」がある。
- 邑楽の堤

1736年(元文元年)、上野国邑楽郡において利根川の堤防工事に際して慶讃上人が自ら人柱となったとの伝説があり、群馬県邑楽郡明和町の菅原神社には慶讃上人が地域の繁栄を祈念して奉納した鳥居が残る。
- 龍蔵堤

1740年(元文5年)頃、阿波国で吉野川が何度も氾濫し困っていた村人が、人柱を建てて堤防工事をすることとした。朝一番に街道を通りかかった者を人柱にすることに決まったが、恩のある庄屋が自ら犠牲になる決意であることを知った龍蔵という者が、恩返しのため庄屋に先んじて人柱になったところ堤防は決壊しなくなったので、村人は堤を「龍蔵堤」と呼んで「川除大神宮(川贄さん)」として祠を建てて祀った。吉野川第十堰の南方徳島市国府町には川除大神宮がある。
- 卒塔婆の堰

天明頃、肥前国三瀬で鳴瀬川の堰が度々決壊し、村人が修復作業に難渋していたところ、通りかかった盲目の僧が「履物の緒が右撚りと左撚りになっている者を人柱にすればよい」と提案したが、その僧本人が条件に該当していたため人柱になり、その後は堰が崩れなくなったので、卒塔婆を立てて僧を供養したとの伝説。
- 権現堂堤（順礼樋管）

1802年(享和2年)、武蔵国の権現堂堤が大雨で決壊し、その修復工事に際して、通りかかった巡礼中の母娘が「人身御供を捧げなければならない」と言い出し、母親が自ら念仏を唱えながら入水し娘もこれに続いて人柱となったところ無事完工したという伝説がある。あるいは、言い出したその巡礼を無理矢理に人柱にしたとも、巡礼の僧侶が自ら入水したとも伝わり、後に樋管を作った際に「順礼樋管」と名付けられたという。埼玉県幸手市には「順礼供養塔」「順礼の碑」が建てられている。
- 道源開作

天保年間、周防国で干拓(開作)事業に際して潮止めの堤防を作る際、人柱が建てられ、山口県周南市にはその際に人柱となった「おまつ」の墓がある。
- 国兼池

1863年(文久3年)、安芸国。現在の広島県庄原市で溜池を作るために川を堰き止めた堤防が大雨で決壊したため、人柱を立てることとなった。庄屋の娘である20歳の「お国」と19歳の「お兼」の姉妹が人柱となって埋められたため、二人の名を採って「国兼池」と呼ばれるようになったという伝説。
- 亀の子堰

江戸時代、下初田村(現小山市下初田)で、巴波川の堰の工事に際して、最初に工事現場に弁当を届けた者を人柱にする事となったが、発案者である名主の幼い娘「かめ」が来て人柱となってしまったとの伝説。
- 広瀬川の行人塚

江戸時代、水害に苦しむ民衆のため、遠行聖人が自ら人柱となったという伝説。宮城県仙台市若林区には聖人を祀った「行人塚」の上に建てられたという古城神社がある。
- 舌喰池

江戸時代、信濃国。くじで選ばれた娘の人柱伝説。塩田平の民話参照。
- 女堰

江戸時代、安房国の汐入川で、堰工事の際に巫女の宣託により女性を人柱にすることとなったが、人選に苦慮した村人はその巫女を捕らえて人柱としたとの伝説がある。
- 原田の堤防

江戸時代、筑前国宗像地方の原田で、犬鳴川 (福岡県)の堤防工事の際、「甚内」という若者が自ら進んで人柱に立ったとの言い伝えがあり、福岡県宮若市には「甚内墓」が残る。
- 頭山土手

江戸時代、筑前国鞍手郡宮田村で遠賀川支流の八木山川の堤防工事が難航した際、横縞の布を身に付けている者を人柱にすべしとの占いの結果に従って、工事責任者が人柱となったとの伝説。
- 口春の溜池

江戸時代、筑前国口春村で溜池工事の際、横縞の布を当てた着物を着ている者を人柱にすることとなり、たまたまお茶を持ってきた女が該当してしまい、人柱になったとの伝説。
- 米原太鼓

江戸時代、伯耆国弓ヶ浜の土手工事の際、太鼓の上手な若者が人柱として埋められ、その後地中から太鼓の音が聞こえるようになったとの伝説。
- 坊主子堤

江戸時代、陸奥国紫波郡都南の三本柳で、北上川の治水工事の際、工事が難航し人柱を立てる事になり、偶然通りかかった旅の僧侶を捕らえて無理矢理に人柱としたため「ぼず子どて」と呼ぶようになったとの伝承。
- ひんどの人柱

江戸時代、筑前国御笠郡山田村において、御笠川の氾濫で宮添井堰が流され、その修復工事の際に人柱を立てることとなった。人選に苦慮した結果、横縞の襟の着物を着ている者を人柱にする事と決まり、翌日、条件に該当する男がいたのでこれを生き埋めにし人柱としたが、後にこの男は発案者である庄屋・甚兵衛が変装して自ら犠牲になったものであることが分かった。その後、水害はなくなったが夜になると堤防の上に火の玉が浮かぶようになり、村人は甚兵衛の魂と思い感謝したという伝説がある。福岡県大野城市の北コミュニティーセンター前には伝説を記した「宮添井堰の碑」が建てられている。
- 茗荷沢の溜池

江戸時代後期、陸奥国で溜池の堤防が決壊、復旧工事が難航し、人柱を立てることとなり、自ら申し出た一人の百姓lが人柱となったところ、無事完工したとの伝説。
- 坂田ヶ池の片歯の梅

江戸時代、下総国印旛郡大竹村の坂田ヶ池の堤が毎年壊れ村人が困っていたところ、ある年の春、村人達が堤の修復の相談をしていると、幼女を背負った女が通り掛かり、人柱を立てなければならないので自分を子供と一緒に埋めて欲しいと願い出た。女が強く望むので仕方なく人柱として生き埋めにしたところ、以後、堤が決壊することはなくなった。その後、堤に一本の梅の木が生えたので、村人は人柱となった子供が齧っていた梅の実から生えたのだろうと思ったが、この木に成る梅の実は肉が半分しかないため、「片歯の梅(片端梅)」と言われるようになった。千葉県成田市の坂田ヶ池総合公園には「片歯の梅」がある。
- 念仏堰

江戸時代、土佐国幡多郡で加持川の堰がしばしば決壊したため、横縞の継当てをした者を人柱に立てることとした。通りかかった高齢の遍路が条件に合っていたため、人柱になることを依頼するとそれを了承したので、堰の傍に掘った穴の中に遍路を入れて竹筒を差したところ、三日三晩の間念仏が聞こえてきた。その後、堰が決壊することも水が枯れることもなくなったという伝承。高知県黒潮町加持には念仏堰がある。
- 一言の宮

昔、武蔵国北葛飾郡栗橋で利根川の堤が洪水で決壊した際、子供を背負った女が偶然通りかかったので人柱にする事となり、女が「一言、言い残す事がある」と言ったにもかかわらず、村人が無理矢理川に投げ込んだところ、水が引いて堤防工事を終える事ができた。後に祠を建て母子を供養し「一言の宮」と言われるようになった 。埼玉県久喜市栗橋には「一言神社」がある。
- 巫女御前社

昔、陸奥国黒川郡大衡村において、用水の堰の工事が難航したため、偶然通りかかった巫女を人柱として堰を完成させた。その巫女を祀って神社を建てた。
- 堰上明神

昔、陸奥国黒川郡吉田村で、村の用水の堰が大雨で決壊した際に一体の人骨が発見された。以前、堰の工事に伴って埋められた人柱の骨であるという古老の見解により、その場所に神社を立てて祀った。宮城県黒川郡大和町吉田の吉田川近くに堰上明神がある。

#### 架橋に伴うもの
- 長柄橋

飛鳥時代初期、摂津国で、「袴の継ぎ」による人柱の人選を提案した本人が条件に該当していたため、人柱になったという伝説。「キジも鳴かずば撃たれまい」という諺の語源となった。故事の詳細は長柄橋#人柱伝説を参照。
- 九十九橋

天正年間、越前国において柴田勝家が足羽川に架かる九十九橋を架け替えた際、橋脚とする石材が一本だけ寸法足らずであることが分かった。石材の切り出しを命じられた石工が困っているのを見た母親が、自分が入った石棺を橋脚の下に埋めれば丁度良くなると言って、自ら人柱となり橋が完成したとの伝説がある。
- 広瀬橋 (仙台市)

江戸時代始め、広瀬川に橋を架けることになったが、長雨による氾濫で工事が進まなかったため、人柱を立てる事となり、愛姫という娘が自ら志願して人柱になったところ、雨が止み橋を完成することができたと伝わる。橋のたもとには橋姫明神社という祠がある。
- 松江大橋の源助柱

1607年(慶長12年)、大橋川に橋を架ける際、難工事の末、偶然通りかかった足軽の「源助」を橋脚の下に埋めて人柱とした、あるいは袴に横継ぎのある者を人柱に立てようと発案した源助本人がその条件に該当していたため人柱となったとの伝説があり、後にその橋脚は「源助柱」と呼ばれるようになった。また、1936年(昭和11年)、大橋の架け替え工事の際、源助柱があったとされる場所の近くで深田技師が事故死し「昭和の源助」などと新聞報道され、供養のため技師の肖像を彫刻した銅板が橋脚の下に埋められた。橋付近に所在する龍覚寺には源助地蔵が祀られており、大橋南詰の源助公園内には源助と深田技師の記念碑がある。
- 福島橋

寛永時代（1624-1645年、江戸時代初期）、阿波国。偶然通りかかった修行者が人柱に立った伝説。福島橋の人柱伝説参照。
- 真玉橋

1708年、琉球王国(現・沖縄県)で国場川に石橋を架ける際、巫女の宣託により「子年生まれで七色の元結の女」を人柱に立てることとなり、条件にあったその巫女が人柱とされたとの伝説 。真玉橋#言い伝えの項目参照。
- おまん橋

1795年(寛政7年)、豊前国曽根で海岸を干拓し農地化したのに伴って、貫川に架橋する際に工事が難航し人柱を立てることとなったが、庄屋の娘「おまん」が選ばれて人柱になったとの伝説がある。
- 幸来橋：江戸時代、下野国で美少女が人柱になったとの伝説。幸来橋#伝承・逸話を参照。
- 尾頭橋 : 江戸時代、尾張国。僧侶が人柱に立った伝説。尾頭橋参照。愛知県名古屋市熱田区花町には七橋供養碑がある。
- 夫婦橋

江戸時代、平作川に架かる夫婦橋(めおとばし)が洪水で何度も流されるため、貧しい村娘が人柱に立てられたとの伝説。横須賀市久里浜には案内板がある。
- 久米路橋(水内橋)

昔、信濃国の犀川で、罪人が人柱にされたという、長柄橋のものと似た人柱伝説が伝わる。（久米路橋にまつわる民話を参照）
- 紫波郡の橋の渡り初め

陸奥国紫波郡などでは、子供を12人持った夫婦は家族全員で橋の渡り初めをさせられ、親子14人のうち誰か一人が死んで「橋の魂」となり橋が丈夫になると伝わる。

#### 築城に伴うもの
- 佐沼城

文治年間、照井高直による築城の際、鹿を生き埋めにして祀ったという伝説から「鹿ヶ城(ししがじょう)」という別名がある。城址に建てられている石碑には「高直猟獲猛鹿生埋為城鎮」と記されている。
- 大洲城

1331年(元徳3年／元弘元年)、宇都宮豊房が築城した際に石垣工事が難航したため、くじに当たった「おひじ」という若い娘を人柱にした。その娘の遺言により城下を流れる川を肱川(ひじかわ)」(比志川)と名付け、おひじの魂を慰めたとの伝説があり、別名を「比志城」とも言われる。
- 川越城

1457年(長禄元年)、太田道真、太田道灌父子が築城した際、土塁工事が進捗しなかった。ある夜、沼の主・龍神が道真の夢枕に現れて「明朝、一番早く汝のもとに現れた者を人身御供（人柱）として我に差し出せば、築城は成就する」と告げ、翌朝一番に現れた道真の娘・世禰姫（よね姫）が城の完成を祈り沼に身を投げて龍神に捧げ人柱となったとの伝説がある。
- 月山富田城

文明から天文頃、尼子経久が城の修築をした際、経久の発案で人柱を立てることとなり、巫女の宣託により着物に月の紋がある娘が盆踊りの輪の中から拉致されて人柱にされたという伝説があり、娘の供養のため太鼓を叩いたところ、翌年からその夏になると月山山頂から太鼓の音が聞こえるようになったという。
- 相馬中村城

大永年間頃の築城時に木樵の平右衛門とその父の円蔵を人柱にしたとの伝説。父子を祀った「円蔵祠」を建てたが、1611年(慶長16年)の相馬利胤による改修の際に西三ノ丸南側の郭に移され、そこは円蔵郭と呼ばれるようになったという。「ここに城を築けば名城になるだろう」と言った平右衛門を築城の際に殺して祀り、怨んで死んだ父親の円蔵が祟ったため父子を合わせて祀ったとも伝わる。
- 吉田郡山城の人柱代用の百万一心碑

1523年(大永3年)に安芸国吉田郡山城に入城した毛利元就が築城した時(吉田郡山城築城開始直後の1524年のことか)、石垣がたびたび崩れるため、巡礼の娘を人柱にする話が持ち上がったが、元就が人命を尊重して人柱を止めさせ、代わりに「百万一心」の文字を石に彫って埋めて、築城を成功させたという伝説。拓本とされるものが残るが、石の実物は現在みつかっておらず、人柱の代用であるという史料もない。詳しくは百万一心の項目を参照。
- 長浜城

1574年(天正2年)、築城の際に城下一の美女「おかね」が人柱に選ばれ、おかねが人柱に入った辺りの堀を「おかね堀」と呼んだという伝説がある。また、漁師の娘「きく」が、人柱にされそうになった妹を庇って自ら人柱になったとの伝説も残る。長浜城 (近江国)#伝説参照
- 丸岡城

1576年（天正4年）、息子を武士に取り立てることを条件に人柱となったが、果たされなかった「お静」の伝説が残る。丸岡城の項目参照。
- 和歌山城 : 1585年(天正13年)、築城の際に「お虎」という女性を人柱にしたという伝説がある[128]。
- 米子城

1591年(天正19年)、天守の石垣工事が難航したため、米子城下に住む「おくめ」という娘が盆踊りの輪の中からさらわれて人柱にされ、米子城は別名「久米城」と呼ばれたという伝説がある。「お久米」を拉致したのは城主中村一忠の家臣の騎馬武者で、噂を聞いた城下の人々は以後、盆踊りをしなくなったという。
- 大垣城

1595年(文禄4年)、伊藤盛景が天守を建造する際に、工事を見物していた山伏を捕らえて人柱にしたとの伝説がある。この時に山伏が持っていたという樫製の六尺杖と蓑と笠が城内に保存されていたが、1945年(昭和20年)の大垣空襲で城と共に焼失したと言われる。
- 丸亀城

1597年(慶長2年)、丸亀城築城の際に石垣の工事が難航したため人柱を立てる事となり、雨の降る日に豆腐が売れないため普段は通らない城の付近を偶然通り掛かった豆腐売りを捕らえて無理矢理に人柱とした。その後、雨の降る夕方にはその石垣の辺りから「とーふー、とーふー」と言う売り声が聞こえて来たという伝説がある。
- 府内城

1597年(慶長2年)、福原直高（長堯）が築城する際に水害が多く工事が進まなかったため、家族の生活を保証する約束で志願した「お宮」が人柱となったところ無事完工したと伝わる。天守台近くにはお宮を祀った祠があり、毎年3月18日に法要が行われるようになった。また、工事遅延の責任をとって切腹した普請奉行の娘が志願して人柱になったとも伝わる。
- 郡上八幡城

慶長年間、城の改修工事を行ったが工事が難航したため、人柱を立てることとなり、領内神路村の百姓吉兵衛の17歳の娘、あるいは大和村の羽生家の娘などとされる「およし」が人柱として土中に埋められたという伝説が残る。「およし」は自ら志願したとも、御殿に仕える女中を募集すると偽って集められた娘の中から選ばれたとも伝わる。城内にはおよしを祀った祠、及び石碑があり、城下の善光寺には「およし観音」がある。郡上おどりの期間中には、下殿町で「およし祭」という縁日おどりが行われている。また「人柱歴約400年の17歳」「およしちゃん」として非公認観光キャラクター化もされている。
- 鳥取城

1602年(慶長7年)、池田長幸夫人の侍女「お左近(おさご)」の手水鉢を石垣に用いたところ難工事が完了したと言われ、三階櫓の石垣に転用石「お左近の手水鉢」が残っている。この異説として、池田長吉の侍女「おさご」が、石垣が何度も崩れて工事が進まないため志願して人柱となったところ無事石垣が完成したとの伝説もあるが、おさごの手水鉢を人柱の代わりにしたとも伝わる。
- 松山城 (伊予国)

1602年(慶長7年)からの築城の際、人柱を立てることとなり、盆踊りを開催して集まった人の中から「おさよ」という美しい娘が密かに拉致されて人柱にされたとの伝説がある。
- 彦根城

1603年（慶長8年）、大津城天守を移築して天守台に据え付けようとした時に石垣工事がたびたび失敗するので、工事関係者の求めにより普請奉行が人柱を立てることを進言したが、城主の井伊直継は反対した。それを知った家臣の娘「お菊」が志願したため、人柱になることに決まり、お菊は土中に埋められるため箱の中に入った。しかし、人柱を立てることに反対であった直継は密かに箱をすり替えてお菊を逃がし、空箱を埋めさせた。普請関係者は人柱が立ったと信じて工事を行い、無事に完工したという。
- 磐城平城

1603年（慶長8年）からの築城時に、天然の沼を内堀として利用しようとした際、工事中に大雨の影響で何度も崩れたため、城主・鳥居忠政の発案で領内に住む88歳以上の男を人柱にすることとなり、菅波村（現在のいわき市平菅波）の95歳になる「丹後」という老人が召し出された。逃れられないと覚悟を決めた丹後は、工事が無事完成したらそこを丹後沢と名付けて自らの名を後世に残して欲しいと願い、生き埋めになったという伝承があり、堀跡は「丹後沢」と呼ばれている。
- 松江城

1611年（慶長16年）。盆踊りの輪から連れ去られた娘を生き埋めにして人柱にしたという伝説があり、1894年に出版された小泉八雲の紀行文でも紹介されている。また、老齢の虚無僧を人柱にしたため、雨の降る夕暮れ時になると尺八の音が聞こえるようになったとの伝説もある。松江城の人柱伝説参照。
- 長岡城

1617年(元和3年)、堀直寄が築城した際、人柱の代わりに木製の人形を本丸の四隅に一つずつ埋めることにしたという記録(『奥村家文書』)がある。
- 福山城

1622年(元和8年）、築城の際に人柱を立てる事となり、ある朝一番に通った者を選ぶことに決まった。魚売りの「久松」という男が偶然通りかかり、人柱になることを承諾し埋められた。残された久松の妻子には城主から礼が施され、福山城は別名「久松城」と呼ばれるようになったという。
- 白河小峰城

1629年(寛永6年)、丹羽長重によって改修された際、本丸の石垣の一部が何度も崩壊したため、石工の提案により人柱を立てることとなり、決められた日に一番最初に城に入って来た娘を人柱にする事と決まった。当日、作事奉行・和知半三郎の娘の「おとめ」が最初に城に入って来ようとしたので、和知は手で合図して追い返そうとしたが、自分を呼び寄せていると思った娘はそのまま入って来てしまい人柱にされてしまったという伝説がある。おとめが埋められた場所には桜の木が植えられ「おとめ桜」と呼ばれるようになったという。この桜は戊辰戦争により焼失したが、新たに桜が植えられ福島県白河市の白河小峰城址に二代目の「おとめ桜」として現存している。
- 清洲城

発掘調査の際、四本の足を全て切断された犬の骨が出土し、生贄の「犬柱」ではないかと話題になった。

#### その他のもの
- 波止浜塩田

1683年(天和3年)、伊予国今治で、塩田開発に伴う堤防工事の際、一頭の牛を生き埋めにして人柱の代わりとした。この牛を供養するため祠が建てられ「潮止明神」「潮止さん」と呼ばれた。
- 貝暮ヶ淵

1694年](元禄7年)、信濃国(現在の長野県飯田市川路)で、大蛇が住むという「かいくらがいけ」を新田開発のため埋め立てる際、祟りを恐れる村人を宥めるため人柱を立てることとなったが、墓石を生身の人間に代えて人柱としたとの伝説 。
- 三百間土手

1712年(正徳2年)頃、薩摩国奄美大島の浦で、田畑佐文仁が干拓を行った際、堤防工事が難航した。人夫の一人が横縞の継当てがある者を人柱にすることを発案したが、言い出した本人がそれに該当していたため人柱になったとの伝説。
- 正念塚

1740年(元文5年)、伊勢国上田辺において、初瀬街道の安全を祈念して人柱として即身仏になった僧侶正念の伝説。三重県度会郡玉城町上田辺には、正念塚(正念僧・即身仏供養碑塚)がある。
- いげ神様

1760年(宝暦10年)、肥後国天草において、新田開発に伴う干拓工事が難航した際、荊(とげ)を踏んで足を怪我していた「おとし」という若い女性が志願して人柱となったところ、工事が無事に終わったとの伝承がある。熊本県天草市栖本町にはおとしを「いげ神様」として祀った荊神社(いげ神社、年神社)がある。
- イガイ牟田

昔、筑前国牛頸村でイガイ牟田の沼地を通る道を普請する際、工事が難航していたところ、通りかかった巡礼の娘が自ら人柱になることを申し出た。村には16歳の娘を人柱にすると良いという言い伝えがあったが、この娘はまさに16歳であり、自ら沼の底に沈んで行ったところ、無事に道が完成したという伝説。村人は祠を立てて娘を供養したという。

## 海外の人柱
中国
打生?
ミャンマー
苗賽（မြို့စတေး。）
朝鮮半島
- 月城 (慶州)

2017年5月16日、韓国の文化財庁は、慶尚北道慶州市にある新羅の王宮遺跡の下部から、5世紀のものとされる50代の男女2人分の骨格（人柱）を発見したと発表した。更に2021年9月、旧西門跡付近の発掘調査中に、2017年に出土した２体の人骨から約50cm離れた城壁底層から20代の女性の人骨が土器等と共に発掘され、発掘状況から城壁を築いた際の人柱と判明した。また、城内からは1985年にも3体、1990年にも23体の人骨が発掘されており、人柱の可能性が指摘されている。
ギリシャ
- アルタの橋

古代、ギリシャ、アンブラキアのアルタ (ギリシャ)で架橋工事が難航した際、工事指揮者の妻が自ら川に沈んで川の神の怒りを鎮め、工事が成功したとの伝説がある。

## 転用
ネットスラング・パソコン用語としての人柱とは、リスクがあるにもかかわらず、最新の製品などを自ら進んで購入してテストする者あるいはさせられる者を指す。また、クロックアップなどの規格外の使い方を試すことも含まれる。
技術革新のスピードが速い分野であるために製品サイクルも速く、年単位で見れば実に数多くの新製品が投入されている。それらには販売開始時点で高価なものや入手困難品も時に見られ、ハードウェア面で設計ミスが無くてもデバイスドライバの完成度の低さなどからトラブルを抱えている可能性もある。そのため、そういった製品を用いることや、製品の保証対象外となるような規格外の使い方をすることは、様々なリスク、とりわけ経済的リスクがつきまとう行為である。他人のために犠牲になるという点では本来の「人柱」と共通しているが、この意味では自ら進んで行う行為でもある点で異なる部分もある。
また、ハードウェアに限らずソフトウェアにおいても人柱の表現は用いられる。新しいオペレーティングシステムがベンダーから提供された際に、いち早くこれを導入し、バグ・不具合などを報告するレビュワーも「人柱」の一種である。